# Лєна Фаругіа
Лєна Фаругіа (англ. Lena Farugia; 1 червня 1951 — 18 січня 2019) ― південноафриканська актриса американського походження, сценаристка, режисер і продюсер. Найбільш відома у комедії «Мабуть боги з'їхали з глузду II 1989».

## Біографія
Лєна Фаругіа народилася 1 червня 1951, року в Нью-Йорку, США. Її батько Джузеппе Фарруджа, був керівником залізничної компанії «Pen Central», мати Грація Грассі була дизайнером в модному домі. Фаругіа навчалася в коледжі Томаса Мура і також танцювала в університеті Фордхем. Пізніше здобуває ступінь магістра з історії в Колумбійському університеті. У 1977 році вона вийшла заміж за південноафриканського режисера Роберта Девіса, але згодом розлучилася. Потім 28 серпня 1996, року вона знову виходить заміж. Лєна Фаругіа померла 18 січня 2019, року це Південна Африка у віці 67 років

## Карє'ра
Після роботи в театрі Фаругія пройшла курси з монтажу фільмів у Новій школі в Гринвіч-Вілледж, тим часом вона грала на Бродвеї та в театральних постановах. Після одруження вона переїжджає до Південної Африки зі своїм першим чоловіком і знову починає зніматися у фільмах. У 1976 році вона зіграла головну роль у французькому телесеріалі «Les Diamants du Pesident». У 1977 році вона знялася у південноафриканському фільмі «Містер Смертевець». Разом зі своїм першим чоловіком вони створюють продюсерську компанію «Davnic Productions». У 1987 році Фаругіа і Девіс випускають драму «Суботній вечір» у палаці режисера Девіса. У 1981 і 1982 роки вони приєднуються до перших двох сезонів телесеріалу «Вестгейм», режисера Едгара Болда.
У 1989 році Фаругіа зіграла головну роль жінки доктора Енн Тейлор у комедії режисера Джеймі Юйса «Мабуть боги з'їхали з глузду II». Після успіху у цьому фільмі вона також зіграла роль Елізабет Картер у фільмі «Люди піщаної трави», режисера Куса Рутса. У 2005 році вона написала сценарій і була режисером і змонтувала документальний фільм «Африканець у Парижі». Окрім ролей в кіно вона також і грала у виставах такі як: «Кішка на розпеченому жерстяному даху» (1982), «Агнеса Божа» (1983), та «Кінцівки» (1984). У 1989 році вона написала і зіграла в пєсі «Ми і вони».

## Фільмографія
- Діаманти президента (1977)
- Містер Смертевець (1977)
- Земля короля спраги (1979)
- Вестгейт (1981)
- Вестгейт II (1982)
- Скрипаль (1987)
- Суботній вечір у палаці (1987)
- Мабуть боги з'їхали з глузду II (1989)
- Народ піщаної трави (1990)
- Тропічна спека (1993)
- Казки таємниці та уяви (1995)
- Тарзан: Епічні пригоди (1996)
- Подвійна зміна (1998)
- Дика Джіка (2000)
- Діаманти (2009)